# Lista asociațiilor religioase din România
„Comunitățile religioase își aleg în mod liber structura asociațională în care își manifestă credința religioasă: cult, asociație religioasă sau grup religios, în condițiile Legii”. (art. 5, alin. 3 din Legea Cultelor nr. 489/2006).
DEFINIȚIE
Asociația religioasă este structura asociațională religioasă (diferită de un ONG), constituită sub forma juridică a unui "cult religios minoritar". Aceasta este dependentă de două Instituții ale Statului Român: Instanțele Ministerului Justiției și Secretariatul de Stat pentru Culte al Guvernului României.
Potrivit art. 1, alin. 4, lit. a din Ordinul nr. 118/2017, nimeni nu poate face parte în același timp dintr-un cult și dintr-o asociație religioasă. De asemenea, cele două forme organizatorice reprezintă confesiuni religioase diferite și nu pot fuziona decât în limitele art. 4 și art. 13 din Legea nr. 489/2006.
REGLEMENTĂRI
"Asociația religioasă este o persoană juridică alcătuită din cel puțin 300 de membri, cetățeni români sau rezidenți în România, care se asociază în vederea manifestării unei credințe religioase".
În momentul în care Comisia de Validare a Secretariatului de Stat pentru Culte admite cererea formulată, se emite Avizul Consultativ pentru Ministerul Justiției, aviz prin care Secretariatul de Stat comunică Judecătoriei din circumscripția căreia își va avea sediul, că Asociația este aptă din toate punctele de vedere pentru a fi înființată. Aceste atribuții sunt date Secretariatului de Stat pentru Culte prin Hotărârea Guvernului nr. 44/2013
Procedura de înființare a unei Asociații Religioase este reglementată prin Ordinul nr. 118/4.09.2017
ISTORIC
Termenul de "Asociația Religioasă" apare în România o dată cu adoptarea Legii nr. 489, în anul 2006, în acord cu Drepturile Omului și Convențiile Internaționale la care România este parte. Până la acest moment, organizațiile religioase funcționau în baza Constituției din anul 1991. Temeiul acestei noi Legi este articolul 10 din Carta drepturilor fundamentale a Uniunii Europene: "(1) Orice persoană are dreptul la libertatea de gândire, de conștiință și de religie. Acest drept implică libertatea de a-și schimba religia sau convingerea, precum și libertatea de a-și manifesta religia sau convingerea individual sau colectiv, în public sau în particular, prin intermediul cultului, învățământului, practicilor și îndeplinirii riturilor. (2) Dreptul la obiecție pe motive de conștiință este recunoscut în conformitate cu legile interne care reglementează exercitarea acestui drept."
O altă definiție juridică a Asociației Religioase este dată și de actul Legii Cultelor: "(2) Asociația religioasă este persoana juridică de drept privat, constituită în condițiile prezentei legi, formată din persoane fizice care adoptă, împărtășesc și practică aceeași credință religioasă. (3) O asociație religioasă poate deveni cult în condițiile prezentei legi" (Art. 6 din Legea nr. 489/2006) și, de asemenea, poate opta să nu devină cult, potrivit art. 5, alin. 3.
Asociațiile religioase sunt independente față de celelalte confesiuni religioase din România, se organizează potrivit propriilor lor statute, având personal clerical și neclerical prevăzut de aceeași Lege, după codurile canonice proprii și fără a crea învrăjbire religioasă sau a i se crea din partea altor culte religioase, asociații religioase sau grupuri religioase (art. 13, alin. 2 din Legea Cultelor).
Conflictele dintre culte și asociații religioase se pot rezolva în mod amiabil sau prin intermediul Secretariatului de Stat pentru Culte, potrivit art. 4, alin. 3 din H.G. nr. 44/2013
Pe lângă Cultele religioase (18 la număr în anul 2023), Asociațiile religioase (44 la număr în 2023) și grupurile religioase, în România există și Asociații simple care au statutele similare celor religioase, practică o anumită credință religioasă bine definită prin Statute și Acte Constitutive și sunt luate în evidență de către Secretariatul de Stat pentru Culte.
Luarea în evidență a asociațiilor și fundațiilor care  desfășoară activități  în domeniul vieții religioase, de către Secretariatul de Stat pentru Culte , se face conform art. 52 al Ordonanței nr. 26 / 2000 cu privire la asociații și fundații, cu modificările și completările ulterioare..

## Sancțiuni
Suspendarea unui preot sau cleric în cadrul unui cult, asociație religioasă sau asociația luată în evidență de către Secretariatul de Stat pentru Culte, produce efectul supunerii acestuia prevederilor Codului Penal în vigoare, potrivit art. 23, alin. 4 din Legea nr. 489/2006 și efectelor sale în Instanțele din România, continuarea exercitării atribuțiilor sacerdotale putând fi sancționată cu amendă penală sau cu închisoare.
Statul român garantează libertatea religioasă pentru grupurile religioase de la nivel național, dar cadrul organizatoric trebuie să fie unul potrivit și să respecte Constituția, legislația Țării, Legea Cultelor și Statutele în vigoare.